# バズ (バンド)
バズ（BUZZ）は、小出博志（こいで ひろし、1951年2月13日 - ）と東郷昌和（とうごう まさかず、1952年4月29日 - ）による日本のフォークデュオである。

## 概要
小出、東郷とも東京都出身。小出博志は東海大学在学中にバンド「インディアンアップル」を結成。その後高橋信之を中心としたグループ「ステージフライト」に参加。
東郷昌和は立教中学校（現：立教池袋中学校）時代の同級生であった高橋幸宏（高橋信之の弟、のちに昌和の姉と結婚）とバンド「ブッダズ・ナルシィーシィー」を結成。
1972年6月、高橋信之のプロデュースで「BUZZ」を結成。高橋信之がCM業界で活躍していた縁で、日産スカイラインのCMソングを担当することになり、同年11月25日、同CMソングに起用された「ケンとメリー〜愛と風のように〜」でレコードデビュー。オリコンチャート19位まで昇るヒットとなり、33万枚を売り上げた。なお、CMバージョンはレコード化されたものとは歌詞が異なる。
1979年に吉田拓郎の篠島コンサートにバックコーラスとして参加。
1980年代は松任谷由実、松田聖子の作品のバックコーラスを多数担当した。1982年に解散。
2007年に25年ぶりに活動を再開。
2010年4月にはポニーキャニオンからアルバム『Back to the beginning』をリリースした。
小林亜星作曲の松下電器産業（現：パナソニック）の「マックロード」（マックロードムービー）のCMソングに歌唱参加した。
2015年8月に長野県の飯田市でファイナルコンサートを開催。

## ディスコグラフィー

### シングル
| 発売日         | 規格品番   | 面 | タイトル                       | 作詞                         | 作曲                         | 編曲       | 備考                                                   |
| -------------- | ---------- | -- | ------------------------------ | ---------------------------- | ---------------------------- | ---------- | ------------------------------------------------------ |
| キングレコード |            |    |                                |                              |                              |            |                                                        |
| 1972年11月25日 | BS(L)-1618 | A  | ケンとメリー〜愛と風のように〜 | 山中弘光・高橋信之           | 高橋信之                     | 高橋信之   | 『日産・スカイライン』CMソング。                       |
| 1972年11月25日 | BS(L)-1618 | B  | 悲しい歌はもううたわない       | 高橋幸宏                     | 東郷昌和                     | 東郷昌和   |                                                        |
| 1973年4月10日  | BS(L)-1666 | A  | 朝                             | 大野真澄                     | 高橋信之                     | 高橋信之   |                                                        |
| 1973年4月10日  | BS(L)-1666 | B  | 夏の空                         | 荒井由実                     | 東郷昌和                     | 東郷昌和   |                                                        |
| 1973年11月25日 | BS(L)-1777 | A  | インタビュー                   | 中原哲也                     | 高橋信之                     | 高橋信之   |                                                        |
| 1973年11月25日 | BS(L)-1777 | B  | 朝のかくれんぼ                 | 小出博志                     | 小出博志                     | 高橋信之   |                                                        |
| 1974年3月25日  | BS(L)-1818 | A  | さらばTOKYO                    | 高橋信之                     | 高橋信之                     | 高橋信之   |                                                        |
| 1974年3月25日  | BS(L)-1818 | B  | 出来るだけいつものように       | 高橋幸宏                     | 東郷昌和                     | 高橋信之   |                                                        |
| 1974年9月25日  | BS(L)-1863 | A  | あなたが消えそう               | 牧野宏                       | 東郷昌和                     | 高橋信之   |                                                        |
| 1974年9月25日  | BS(L)-1863 | B  | コンサート                     | 高橋信之                     | 高橋信之                     | 高橋信之   |                                                        |
| 1975年5月10日  | BS(L)-8004 | A  | はつかり5号                    | 藤公之介                     | 高橋信之                     | 高橋信之   |                                                        |
| 1975年5月10日  | BS(L)-8004 | B  | サマー・ビーチ・ガール         | 竜真知子                     | 高橋幸宏                     | 高橋幸宏   | 「サマー・ビーチ・ガール」にはコーラスで山下達郎が参加 |
| 1975年10月21日 | BS(L)-8010 | A  | わかれ～詠訣～                 | 小出博志                     | 小出博志                     | 高橋信之   |                                                        |
| 1975年10月21日 | BS(L)-8010 | B  | 雨ン中                         | 小出博志                     | 小出博志                     | 高橋信之   |                                                        |
| 1976年5月5日   | GK(L)-8002 | A  | 記念日                         | 伊勢正三                     | 小出博志                     | 瀬尾一三   |                                                        |
| 1976年5月5日   | GK(L)-8002 | B  | チャラチャラ                   | 小出博志                     | 小出博志                     | 瀬尾一三   |                                                        |
| 1977年4月5日   | GK(L)-8017 | A  | あなたを愛して                 | 吉田拓郎                     | 吉田拓郎                     | 石川鷹彦   |                                                        |
| 1977年4月5日   | GK(L)-8017 | B  | あの日の空も                   | 野道真沙子・小出博志         | 小出博志                     | 高橋信之   |                                                        |
| 1978年3月21日  | GK(L)-8044 | A  | 風のゆくえ                     | 小出博志                     | 東郷昌和                     | BUZZ       |                                                        |
| 1978年3月21日  | GK(L)-8044 | B  | あなたが消えそう               | 牧野宏・竜真知子             | 東郷昌和                     | BUZZ       |                                                        |
| 1979年1月21日  | GK(L)-8068 | A  | センチメンタル・ブルー         | ちあき哲也                   | 筒美京平                     | 筒美京平   |                                                        |
| 1979年1月21日  | GK(L)-8068 | B  | 一の橋から                     | 小出博志                     | 筒美京平                     | 筒美京平   |                                                        |
| 1980年8月21日  | K07S-27    | A  | 風の盆                         | 村上彰                       | 渋谷毅                       | 松任谷正隆 |                                                        |
| 1980年8月21日  | K07S-27    | B  | コバルトのつむじ風             | 山川啓介                     | 渋谷毅                       | 松任谷正隆 |                                                        |
| RCAレコード    |            |    |                                |                              |                              |            |                                                        |
| 1981年7月21日  | RHS-524    | A  | My・ヒーロー                   | 村上彰                       | 高橋信之                     | 高橋信之   |                                                        |
| 1981年7月21日  | RHS-524    | B  | ありふれた朝                   | 竜真知子                     | 大野雄二                     | 大野雄二   |                                                        |
| 1981年9月25日  | RHS-526    | A  | そして…瞳、少年風              | 康珍化                       | 浜田金吾                     | 戸塚修     | 『マックスファクター』 ‘81秋のキャンペーン・ソング。   |
| 1981年9月25日  | RHS-526    | B  | ゆめのまた夢                   | 村上彰                       | 高橋信之                     | 高橋信之   |                                                        |
| 1995年8月25日  | TADX-7413  | 1  | 明日へのフェアウェイ           | SUIHEISEN・Kobe Kobe・戸張捷 | SUIHEISEN・Kobe Kobe・戸張捷 | 竜崎孝路   | ANB系「ゴルフトーナメント」エンディング・テーマ。      |
| 1995年8月25日  | TADX-7413  | 2  | 明日へのフェアウェイ（Inst.）  | SUIHEISEN・Kobe Kobe・戸張捷 | SUIHEISEN・Kobe Kobe・戸張捷 | 竜崎孝路   |                                                        |

### アルバム
| 発売日         | レーベル             | 規格           | 規格品番    | アルバム | 備考                               |
| -------------- | -------------------- | -------------- | ----------- | --- | ---------------------------------- |
| 1973年4月10日  | キングレコード       | LP             | SKD(L)-1013 | BUZZ Side-A 1. 朝 2. 夏の空 3. のい 4. 風になって 5. 回転舞台 6. 誰もいない部屋 Side-B 1. つのまにかサヨウナラ 2. ケンとメリー 3. 虹はなぜ空のまぼろし 4. 愛しのナタリー 5. 寒いけれど 6. Wedding Bell Song 7. Concert Has Begun ボーナストラック 1. 悲しい歌はもううたわない 2. インタビュー(INTERVIEW) 3. 朝のかくれんぼ                             |                                    |
| 2010年12月8日  | ミュージックグリッド | MEG-CD         | MSCL-60068  | BUZZ Side-A 1. 朝 2. 夏の空 3. のい 4. 風になって 5. 回転舞台 6. 誰もいない部屋 Side-B 1. つのまにかサヨウナラ 2. ケンとメリー 3. 虹はなぜ空のまぼろし 4. 愛しのナタリー 5. 寒いけれど 6. Wedding Bell Song 7. Concert Has Begun ボーナストラック 1. 悲しい歌はもううたわない 2. インタビュー(INTERVIEW) 3. 朝のかくれんぼ                             |                                    |
| 2012年8月22日  | キングレコード       | CD（紙ジャケ） | KICS-91810  | BUZZ Side-A 1. 朝 2. 夏の空 3. のい 4. 風になって 5. 回転舞台 6. 誰もいない部屋 Side-B 1. つのまにかサヨウナラ 2. ケンとメリー 3. 虹はなぜ空のまぼろし 4. 愛しのナタリー 5. 寒いけれど 6. Wedding Bell Song 7. Concert Has Begun ボーナストラック 1. 悲しい歌はもううたわない 2. インタビュー(INTERVIEW) 3. 朝のかくれんぼ                             |                                    |
| 1973年9月10日  | キングレコード       | LP             | SKD(L)-1015 | BUZZ LIVE 1973年6月11日新宿厚生年金ホールで録音 Side-A 1. コンサートは始まった 2. ケンとメリー～愛と風のように～ 3. 今日も、また 4. ディア・ボーイ・フレンド 5. 誰もいない部屋 6. 回転舞台 Side-B 1. 街でひとり言 2. 愛しのナタリー 3. のい 4. 何もいらない 5. 夏の空 6. 朝                                                                            |                                    |
| 2012年8月22日  | キングレコード       | CD（紙ジャケ） | KICS-91809  | BUZZ LIVE 1973年6月11日新宿厚生年金ホールで録音 Side-A 1. コンサートは始まった 2. ケンとメリー～愛と風のように～ 3. 今日も、また 4. ディア・ボーイ・フレンド 5. 誰もいない部屋 6. 回転舞台 Side-B 1. 街でひとり言 2. 愛しのナタリー 3. のい 4. 何もいらない 5. 夏の空 6. 朝                                                                            |                                    |
| 1974年5月10日  | キングレコード       | LP             | SKD(L)-1023 | レクヰエム・ザ・シティ Requiem The City Side-A 1. 出来るだけいつものように 2. Tokyoサンバ 3. さよなら列車 4. 今朝の手紙 5. ガラス窓 6. Bye Bye Party Side-B 1. レクイエムⅠ 2. まちのうた 3. ラヴソディ Tokyo 4. 都会への便り 5. さらばTokyo ボーナストラック 1. あなたが消えそう 2. コンサート                                                         |                                    |
| 1992年6月24日  | キングレコード       | CD             | KICS-2129   | レクヰエム・ザ・シティ Requiem The City Side-A 1. 出来るだけいつものように 2. Tokyoサンバ 3. さよなら列車 4. 今朝の手紙 5. ガラス窓 6. Bye Bye Party Side-B 1. レクイエムⅠ 2. まちのうた 3. ラヴソディ Tokyo 4. 都会への便り 5. さらばTokyo ボーナストラック 1. あなたが消えそう 2. コンサート                                                         |                                    |
| 2012年8月22日  | キングレコード       | CD（紙ジャケ） | KICS-91810  | レクヰエム・ザ・シティ Requiem The City Side-A 1. 出来るだけいつものように 2. Tokyoサンバ 3. さよなら列車 4. 今朝の手紙 5. ガラス窓 6. Bye Bye Party Side-B 1. レクイエムⅠ 2. まちのうた 3. ラヴソディ Tokyo 4. 都会への便り 5. さらばTokyo ボーナストラック 1. あなたが消えそう 2. コンサート                                                         | ボーナストラック入                 |
| 1976年11月5日  | キングレコード       | LP             | SKD(L)-1041 | 君を迎えに来たよ Gentle Mind From Buzz Side-A 1. 想い出の中へ 2. 南の街へ 3. 19の夏 4. はつかり5号 5. 雨の日には 6. わかれ Side-B 1. 紅葉だより 2. チャラチャラ 3. 置手紙 4. 記念日 5. 日曜日には口笛を吹きながら外を歩くときっと何かいいことがあるよの歌 6. 君を迎えに来たよ ボーナストラック 1. サマー・ビーチ・ガール (SUMMER BEACH GIRL) 2. 雨ン中 |                                    |
| 1994年2月5日   | キングレコード       | CD             | KICS-8003   | 君を迎えに来たよ Gentle Mind From Buzz Side-A 1. 想い出の中へ 2. 南の街へ 3. 19の夏 4. はつかり5号 5. 雨の日には 6. わかれ Side-B 1. 紅葉だより 2. チャラチャラ 3. 置手紙 4. 記念日 5. 日曜日には口笛を吹きながら外を歩くときっと何かいいことがあるよの歌 6. 君を迎えに来たよ ボーナストラック 1. サマー・ビーチ・ガール (SUMMER BEACH GIRL) 2. 雨ン中 |                                    |
| 2012年8月22日  | キングレコード       | CD（紙ジャケ） | KICS-91811  | 君を迎えに来たよ Gentle Mind From Buzz Side-A 1. 想い出の中へ 2. 南の街へ 3. 19の夏 4. はつかり5号 5. 雨の日には 6. わかれ Side-B 1. 紅葉だより 2. チャラチャラ 3. 置手紙 4. 記念日 5. 日曜日には口笛を吹きながら外を歩くときっと何かいいことがあるよの歌 6. 君を迎えに来たよ ボーナストラック 1. サマー・ビーチ・ガール (SUMMER BEACH GIRL) 2. 雨ン中 | ボーナストラック入                 |
| 1978年4月21日  | キングレコード       | LP             | SKS(L)-1001 | 風のゆくえ We Love Pops Side-A 1. We Love Pops 2. Sailing 3. The Life Is So Beautiful 4. Game Is Over 5. 悲しい歌はもううたわない 6. 風のゆくえ Side-B 1. 桜散る 2. つつじ模様 3. Say Good Bye To Sorrow 4. 歌によせて 5. そう ろんぐ |                                    |
| 1994年2月5日   | キングレコード       | CD             | KICS-8004   | 風のゆくえ We Love Pops Side-A 1. We Love Pops 2. Sailing 3. The Life Is So Beautiful 4. Game Is Over 5. 悲しい歌はもううたわない 6. 風のゆくえ Side-B 1. 桜散る 2. つつじ模様 3. Say Good Bye To Sorrow 4. 歌によせて 5. そう ろんぐ |                                    |
| 2012年8月22日  | キングレコード       | CD（紙ジャケ） | KICS-91812  | 風のゆくえ We Love Pops Side-A 1. We Love Pops 2. Sailing 3. The Life Is So Beautiful 4. Game Is Over 5. 悲しい歌はもううたわない 6. 風のゆくえ Side-B 1. 桜散る 2. つつじ模様 3. Say Good Bye To Sorrow 4. 歌によせて 5. そう ろんぐ |                                    |
| 1979年2月21日  | キングレコード       | LP             | SKS-1023    | A New Day A New Time Side-A 1. 学生手帖 2. 湘南ロード 3. センチメンタル・ブルー 4. 一の橋から 5. 去年の雪はあたたかかった Side-B 1. ノックアウトはごめんだぜ 2. ジン・ハウス・ブルース 3. 年をとっても子供のように 4. モーニング・フライト 5. 君に捧げるメッセージ                                                                                     |                                    |
| 2005年11月23日 | キングレコード       | CD             | KICS-1206   | A New Day A New Time Side-A 1. 学生手帖 2. 湘南ロード 3. センチメンタル・ブルー 4. 一の橋から 5. 去年の雪はあたたかかった Side-B 1. ノックアウトはごめんだぜ 2. ジン・ハウス・ブルース 3. 年をとっても子供のように 4. モーニング・フライト 5. 君に捧げるメッセージ                                                                                     |                                    |
| 2012年8月22日  | キングレコード       | CD（紙ジャケ） | KICS-91813  | A New Day A New Time Side-A 1. 学生手帖 2. 湘南ロード 3. センチメンタル・ブルー 4. 一の橋から 5. 去年の雪はあたたかかった Side-B 1. ノックアウトはごめんだぜ 2. ジン・ハウス・ブルース 3. 年をとっても子供のように 4. モーニング・フライト 5. 君に捧げるメッセージ                                                                                     |                                    |
| 1979年8月5日   | キングレコード       | LP             | SKS-1031    | バズ・バザール 1. ケンとメリー～愛と風のように～ 2. 朝 3. インタビュー(INTERVIEW) 4. さらばTOKYO 5. あなたが消えそう 6. はつかり5号 7. わかれ＜詠訣＞ 8. 記念日 9. あなたを愛して 10. 風のゆくえ 11. センチメンタル・ブルー ボーナス・トラック 1. 風の盆 2. コバルトのつむじ風 3. バズの旅路 4. マイ・エース                                           |                                    |
| 2012年8月22日  | キングレコード       | CD（紙ジャケ） | KICS-91814  | バズ・バザール 1. ケンとメリー～愛と風のように～ 2. 朝 3. インタビュー(INTERVIEW) 4. さらばTOKYO 5. あなたが消えそう 6. はつかり5号 7. わかれ＜詠訣＞ 8. 記念日 9. あなたを愛して 10. 風のゆくえ 11. センチメンタル・ブルー ボーナス・トラック 1. 風の盆 2. コバルトのつむじ風 3. バズの旅路 4. マイ・エース                                           | ボーナストラック入                 |
| 1981年7月21日  | RCAレコード          | LP             | RHL-8512    | BUZZ AGAIN Side-A 1. 気まぐれ言葉はよして 2. Fin 青春のラストシーン 3. Sunrise Sunset 4. 愛が地球をまわしてる 5. My・ヒーロー Side-B 1. まわりみち 2. ありふれた朝 3. 別れのあと 4. センチメンタル海岸 5. そして今 6. ゆめのまた夢 ボーナストラック 1. そして...瞳、少年風                                                                             |                                    |
| 2015年6月10日  | Sony Records         | Blu Spec CD2   | DQCL-567    | BUZZ AGAIN Side-A 1. 気まぐれ言葉はよして 2. Fin 青春のラストシーン 3. Sunrise Sunset 4. 愛が地球をまわしてる 5. My・ヒーロー Side-B 1. まわりみち 2. ありふれた朝 3. 別れのあと 4. センチメンタル海岸 5. そして今 6. ゆめのまた夢 ボーナストラック 1. そして...瞳、少年風                                                                             | ボーナストラック入                 |
| 2007年4月28日  |                      | CD             |             | Refrain 1. 1964 Type "B" 2. 大好きだから 3. 罪なひとみ 4. そのままの君で 5. 天翔ける心 6. サンチャでナイトフィーバー 7. 1964 Type "O" 8. Refrain | ライブ会場・ホームページ限定販売。 |
| 2010年4月21日  | ポニー・キャニオン   | CD             | PCCA-03117  | Back to the beginning 1. 永遠のきみを 2. 君の未来、僕の過去へと続く～青空 3. 天翔る心 4. 旅立ちの朝 5. きみにCRY CRY CRY 6. きみを送る 7. 想いみだれて 8. VISION 9. I’ve gotta woman 10. 拝啓きみに 11. 秘密 12. ケンとメリー～愛と風のように |                                    |

### 東郷昌和ソロ
- 気まぐれムーンライト（1984年） - 『らんぽう』エンディングテーマ
- SHADOWY DREAM（1985年） - 『超獣機神ダンクーガ』エンディングテーマ
- 海と空のダンス（1999年） - 『夢のクレヨン王国』挿入歌

### 佐伯博志ソロ
- 愛を染めて、リサ（1985年） - 『日産・ラングレー』CMソング
- 『茉莉花』（1986年） - 1985年のミニアルバム『Lisa』『CITRON』の2枚を1枚にまとめたもの。
- 生命あるもの/ユートピア（1989年） - 『 シートン動物記』 主題歌作曲 （歌唱はドリーミング）

### 宣伝非売品シングル（BUZZ名義）
- 赤いカードの歌（1977年） -  『丸井・赤いカード』CMソング

（作詞：石丸淳一、作曲：稲垣達志）